# 1957 en football
Cet article présente les faits marquants de l'année 1957 en football.

## Chronologie
- 2 février : Lors des seizièmes finale de la Coupe de France, l'équipe des amateurs d'Elbiar (banlieue d'Alger) bat à la surprise générale, à Toulouse, la grande équipe de Reims, vice-champion d'Europe par 2 à 0.

- 16 février : l'Égypte remporte la première édition de la Coupe d'Afrique des nations. L'Éthiopie se classe deuxième. Trois pays seulement participent à ce tournoi.
  - Article détaillé : Coupe d'Afrique des nations 1957

- 24 février : l'équipe de Malte dispute son premier match international et s'incline 2-3 face à l'équipe d'Autriche.

- 24 mars : à Lisbonne, l'équipe du Portugal s'incline 0-1 face à l'équipe de France.

- 29 mars : création de la Fédération tunisienne de football qui remplace la Ligue de Tunisie de football à la suite de la déclaration d'indépendance de la Tunisie.

- 6 avril : l'Argentine, emmenée par Omar Sivori, remporte au Pérou sa huitième Copa América.
  - Article de fond : Copa América 1957

- 30 mai : première retransmission d'un match de football en direct en Espagne : Real Madrid - AC Fiorentina (finale de la Coupe des clubs champions européens). Le Real s'impose 2 buts à 0 et conserve par la même occasion son titre acquis en 1956. Avec le Real Madrid, Raymond Kopa devient le premier footballeur français à remporter une Coupe d'Europe.

- 2 juin : à Nantes, en match qualificatif pour le Mondial 1958, l'équipe de France s'impose 8-0 face à l'équipe d'Islande.

- Le contrat de trois ans qui autorisait la RAI à diffuser en soirée des extraits de matchs arrive à son terme. Les instances du football italien réclament 100 millions par an, alors que la Rai n'en propose que 30. C'est la crise et le Calcio ferme ses stades aux caméras de TV et même aux retransmissions radios.

- 10 août : le Wydad AC remporte la Supercoupe du Maroc devant le MC Oujda sur le score de 6-2 au Stade Marcel Cerdan à Casablanca.

- 1er septembre : à Reykjavik, en match qualificatif pour le Mondial 1958, l'équipe d'Islande s'incline 1-5 face à l'équipe de France.
- Matt Busby, entraîneur de Manchester United, réclame pour ses joueurs les mêmes égards qu'ont les vedettes de cinéma : « Les footballeurs doivent être payés sur leur valeur. Pas de rétribution, pas de télévision. »
- 6 octobre : à Budapest, l'équipe de Hongrie s'impose 2-0 face à l'équipe de France.

- 19 octobre : à Beyrouth, l'équipe du Maroc de football dispute son premier match après l'indépendance contre l'équipe d'Irak.

- 27 octobre : à Bruxelles, en match qualificatif pour le Mondial 1958, l'équipe de Belgique et l'équipe de France font match nul 0-0.
- 27 novembre : à Londres (Wembley Stadium), l'équipe d'Angleterre s'impose 4-0 face à l'équipe de France.
- 25 décembre : au Parc des Princes à Paris, l'équipe de France et l'équipe de Bulgarie font match nul 2-2.

## Champions nationaux
- Albanie : FK Partizani Tirana.
- Allemagne : Borussia Dortmund.
- Angleterre : Manchester United FC.
- Argentine : CA Rivet Plate.
- Autriche : Rapid Vienne.
- Belgique : Royal Antwerp FC.
- Bulgarie : PFK CSKA Sofia.
- Chili : ACS Italiano.
- Chypre : Anórthosis Famagouste.
- Colombie : CDI Medellin.
- Costa Rica : Deportivo Saprissa.
- Cuba : Deportivo San Francisco.
- Danemark : AGF Aarhus.
- Égypte : Al-Ahly SC.
- Maroc : Wydad AC.

## Naissances
Plus d'informations : Liste d'acteurs du football nés en 1957.
- 4 janvier : Joël Bats, footballeur français.
- 11 janvier : Bryan Robson, footballeur anglais.
- 13 janvier : Bruno Baronchelli, footballeur français.
- 13 février : Heinz Gründel, footballeur allemand.
- 28 février : Jan Ceulemans, footballeur belge.
- 12 mars : Patrick Battiston, footballeur français.
- 20 mars : Jean Castaneda, footballeur français.
- 25 mai : Éder, footballeur brésilien.
- 23 juin : Jean-François Domergue, footballeur français.
- 27 juillet : Hansi Müller, footballeur allemand.
- 19 août : Cesare Prandelli, footballeur puis entraîneur italien.
- 21 août : Bernard Zénier, footballeur français.
- 11 septembre : Preben Elkjær Larsen, footballeur danois.
- 26 septembre : Klaus Augenthaler, footballeur allemand.
- 8 octobre : Antonio Cabrini, footballeur italien.
- 27 octobre : Glenn Hoddle, footballeur anglais.

## Décès
- 16 novembre : Jens Jensen, 67 ans, international danois ayant remporté 2 championnats du Danemark.